# Lista över insjöar i Hammarö kommun
Detta är en lista över sjöar i Hammarö kommun baserad på sjöns utloppskoordinat. Om någon sjö saknas, kontrollera grannkommunens lista eller kategorin Insjöar i Hammarö kommun.

## Lista
| Namn         | Koordinat                                     | Sjöid         | VYID          | Yta (km²) | Strandlinje (km) | Höjd (m) | Maxdjup (m) | Volym (m³) | HARO   | Natura 2000 |
| ------------ | --------------------------------------------- | ------------- | ------------- | --------- | ---------------- | -------- | ----------- | ---------- | ------ | ----------- |
| Saxtjärn     | 59°17′02″N 13°31′11″Ö / 59.28399°N 13.51967°Ö | 657591-136974 |               |           |                  |          |             |            | 108000 |             |
| Sättersviken | 59°18′28″N 13°33′13″Ö / 59.30784°N 13.55372°Ö | 657829-137220 | 657850-137177 | 0,544     | 2,92             | 43,9     |             |            | 108000 |             |
| Taktjärn     | 59°16′39″N 13°30′08″Ö / 59.27739°N 13.50221°Ö | 657521-136872 |               |           |                  |          |             |            | 108000 |             |